# 마갑

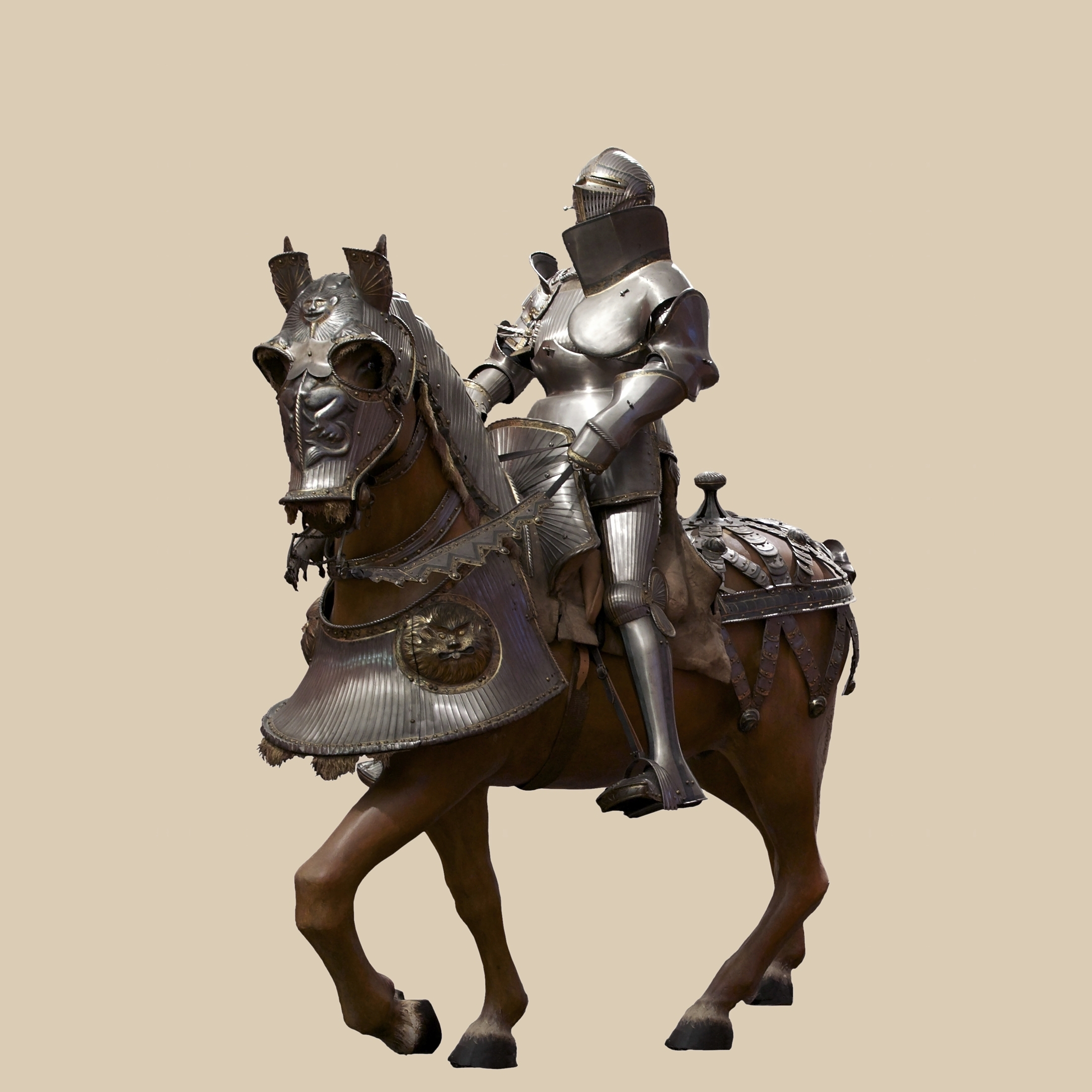
신성로마황제 페르디난트 1세의 판금갑과 마갑.

마갑(馬甲, barding)은 군마에게 입히는 갑옷이다. 말에 갑옷을 입히는 관행은 고대에 동부의 파르티아 왕국과 팔라바 왕국에서 처음으로 광범위하게 발전했다. 알렉산더 대왕의 정복 이후 셀레우코스 제국과 나중에는 비잔틴 제국을 거쳐 유럽의 군사 관행에 유입되었을 가능성이 높다. 갑주를 입힌 말의 역사적 뿌리는 한때 페르시아 제국이었던 고대 지역에 있지만, 갑주를 입힌 말은 유럽 중세 후기 기사도와 기사 시대의 상징이 되었다.
마갑의 예는 고전 고대부터 찾아볼 수 있다. 기수와 말 모두를 위한 규모의 어린갑을 갖춘 철갑기병은 동로마 제국과의 접촉을 통해 후기 유럽 기사들에게 영향을 미쳤다고 많은 역사가들이 믿고 있다.

## 같이 보기
- 군마
- 데스트리어
- 코서
- 전투 코끼리